# Nudaria problematica
Nudaria problematica là một loài bướm đêm thuộc phân họ Arctiinae, họ Erebidae.